# Vasile Chiroiu (intelectual)
Vasile Chiroiu (n. secolul al XIX-lea, Banat, Austro-Ungaria – d. octombrie 1922, Timișoara, România) a fost un avocat român, cunoscut ca fruntaș al Partidului Național Român, precum și datorită contribuției la activitatea de organizare a Primului Corp al Voluntarilor Români din Rusia și la aceea din cadrul comitetului care a redactat Declarația de la Darnița.
A fost primul prefect român al județului Maramureș. Fiind numit în această funcție de către Consiliul Dirigent, și-a preluat postul la Sighet în data de 28 aprilie 1919, fără incidente.
A militat în perioada stabilirii traseului definitiv al frontierei României cu Cehoslovacia și Polonia de către Conferința de Pace de la Paris pentru modificarea graniței nord-vestice a statului român în conformitate cu unitatea geografică a Maramureșului.
A fost ales deputat de Timiș în anul 1920, în circumscripția electorală Sânmiclăuș.
A murit în timpul unei operații pentru ulcer gastric la Timișoara, în luna octombrie a anului 1922.